# Buckiewicze
Buckiewicze (biał. Буцькавічы, Bućkawiczy; ros. Бутьковичи, But`kowiczi) – wieś na Białorusi, w obwodzie mińskim, w rejonie stołpeckim, w sielsowiecie Litwa.

## Historia
W dwudziestoleciu międzywojennym leżały w Polsce, w województwie nowogródzkim, w powiecie wołożyńskim, w gminie Iwieniec. W 1921 miejscowość liczyła 329 mieszkańców, zamieszkałych w 61 budynkach, wyłącznie Polaków. 328 mieszkańców było wyznania rzymskokatolickiego i 1 prawosławnego.
W czasie II wojny światowej 7 mieszkańców miejscowości dołączyło do Zgrupowania Stołpeckiego Armii Krajowej.
Po II wojnie światowej w granicach Związku Sowieckiego. Od 1991 w niepodległej Białorusi.